# Hồ Thị Cẩm Đào
Hồ Thị Cẩm Đào (sinh năm 1972) là một chính khách Việt Nam. Bà hiện là Phó Bí thư Thường trực Thành ủy, Chủ tịch Ủy ban Mặt trận Tổ quốc Việt Nam thành phố Cần Thơ.

## Tiểu sử
Bà Cẩm Đào sinh ngày 12 tháng 6 năm 1972, quê quán tại xã Vĩnh Lợi, huyện Thạnh Trị, tỉnh Sóc Trăng. Được kết nạp vào Đảng Cộng sản Việt Nam ngày 6 tháng 12 năm 1992, có bằng Cử nhân Hành chính và Cao cấp lý luận chính trị, bà từng giữ chức Ủy viên Ban chấp hành Trung ương Đoàn Thanh niên Cộng sản Hồ Chí Minh, Bí thư Tỉnh đoàn tỉnh Sóc Trăng, Bí thư Huyện ủy Châu Thành, Sóc Trăng; Tỉnh ủy viên Tỉnh ủy Sóc Trăng. Sau khi trúng Đại biểu Quốc hội Việt Nam khóa XII, bà được bầu làm Ủy viên Ủy ban Văn hóa, Giáo dục, Thanh niên, Thiếu niên và Nhi đồng của Quốc hội.
Bà tiếp tục đắc cử Đại biểu khóa XIII và Ủy viên Ủy ban Văn hóa, Giáo dục, Thanh niên, Thiếu niên và Nhi đồng của Quốc hội.
Bà hiện là Phó Bí thư Thành ủy, Chủ tịch Ủy ban Mặt trận Tổ quốc Việt Nam thành phố Cần Thơ. 

## Sự kiện
Bà từng bị dư luận không tốt về việc tổ chức đám cưới cho con trai khi khách dùng xe công đến để ăn cưới